# Shining Force
Shining Force: The Legacy of Great Intention (яп. シャイニング・フォース 神々の遺産, «Shining Force: The Legacy of Gods»), более известная как Shining Force — вторая часть из серии игр класса JRPG — Shining Force.
С 2010 года игра доступна в составе сборника SEGA Mega Drive and Genesis Classics для платформ Linux, macOS, Windows, с 2018 — PlayStation 4, Xbox One и Nintendo Switch.

## История создания
Shining Force — The Legacy of Great Intention появилась в 1993 году на 16-и битной игровой приставке Sega Mega Drive 2. Ей предшествовала игра Shining in the Darkness.

## Сюжет
Около десяти веков тому назад, древние сразили тёмного дракона и запечатали лорда тьмы в ином измерении. Он поклялся что вернётся через тысячу лет и отомстит всему миру людскому. Со временем все забыли о тёмном драконе и силе тьмы в целом. И в наше время, когда ничто не предвещало беды, королевство Рунефауст, принялось атаковать мирных граждан, с целью освободить лорда тьмы и завоевать весь мир. Все те немногие, кто мог сражаться, надеются лишь на одного героя, который будет способен одолеть силы зла, героя, который возможно читает эти строки.

## Геймплей
Данная игра представляет собой тактическую ролевую игру, в которой игрок управляет группой персонажей.
Во время боя все пространство поделено на клетки, передвижения по которым возможны по горизонтали и вертикали.

## Отзывы
| Сводный рейтинг    | Сводный рейтинг |
| Агрегатор          | Оценка          |
| ------------------ | --------------- |
| GameRankings       | 75,23 %         |
| Иноязычные издания |                 |
| Издание            | Оценка          |
| Mega               | 92 %            |

Игра получила отличные отзывы критиков и успешно запустила серию игр.